# San Martino in Pensilis
San Martino in Pensilis es una localidad y comune italiana de la provincia de Campobasso, región de Molise, con 4.824 habitantes.

## Evolución demográfica
| Gráfica de evolución demográfica de San Martino in Pensilis entre 1861 y 2001 |
|                                                                               |
| Fuente ISTAT - elaboración gráfica de Wikipedia                               |